# Alahor in Granata

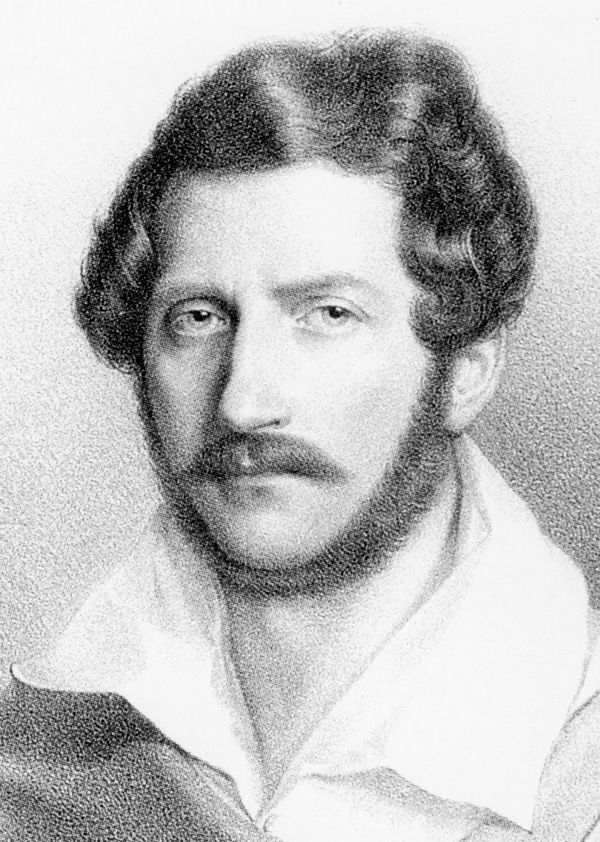
Gaetano Donizetti

Alahor in Granata es una ópera en dos actos de Gaetano Donizetti sobre un libreto firmado únicamente con las iniciales "M.A." y atribuido a Andrea Monteleone, basado en la novela Gonzalve de Cordoue, ou Granade reconquise de 1793 de Jean-Pierre Claris de Florian. Se estrenó el 7 de enero de 1826 en el Teatro Carolino de Palermo, con gran éxito de crítica y público. La partitura se perdió, siendo redescubierta a finales del 1900. La primera producción contemporánea fue en Sevilla en 1998 (disponible en DVD).

## Personajes
- Zobeida, hija de Mohamed, hermana de Alahor, soprano.
- Alahor, hijo de Mohamed, barítono.
- Muley-Hassem, Rey de Granada, contralto.
- Sulima, esclava favorita de Zobeida, mezzo-soprano.
- Alamar, jefe de la tribu, tenor.
- Ismaele, falso amigo de Alamar, tenor.

## Argumento
- Acto I

Alahor, de la familia de los abencerrajes, vuelve de su destierro con la intención de vengar a su padre asesinado en una de las luchas civiles que ensangrentaron el Reino de Granada por la lucha de dos bandos irreconciliables: los abencerrajes y los zegríes. Alamar, el jefe de los zegríes, se siente despechado porque el rey Muley-Hassem ha despreciado la mano de su hija y pretende casarse con Zobeida, del clan de los abencerrajes, lo que considera además como traición que piensa vengar.
Los zegríes también están descontentos con la paz firmada por Muley-Hassem con los cristianos. Alamar aprovecha el descontento y alienta una rebelión contra el rey, que acabará con su muerte.
En la Alhambra, Zobeida recuerda a su amado Muley-Hassem. El sonido de la trompeta anuncia el regreso de este, lo que la llena de alegría. Los nobles, las esclavas y el pueblo acuden a recibir al rey pacificador, tolerante y enamorado de Zobeida. Alahor, que ha logrado entrar al palacio, oye a la criada Sulima comentar la alegría de Zobeida y confirma con ello que su hermana está viva y es la amante de Muley-Hassem. Disfrazado de pobre y extranjero, Alahor llega hasta ella y trata de impedir los planes de Hassem.
Zobeida en sus habitaciones tiene un recuerdo para su hermano, que es lo único que empaña su felicidad. Sulima le presenta a un extranjero que solicita ser recibido. Alahor rechaza la gema que Zobeida quiere regalarle y le reprocha sus amores con el rey, presentándose como vengador de su padre. Zobeida pretende convencerle de que el rey es bueno para su pueblo, magnánimo y honrado. Alahor rechaza los argumentos de Zobeida y, ante la llegada de Hassem, promete matarlo para vengar a su linaje.
El rey acompañado de los abencerrajes, los zegríes y los grandes del reino, comunica feliz a Zobeida que el consejo la acepta como esposa del soberano a la que todos deben reverencia. Ante el estupor de los presentes, Zobeida rechaza al rey, indecisa entre su amor y los deberes de su linaje. Alahor y Alamar se regocijan porque sus planes van cumpliéndose en contra de Hassem.- 
- Acto II

La conspiración contra Hassem avanza y termina por fraguarse en casa de Alamar, pero uno de los conjurados, Ismael, se muestra dispuesto a descubrir el complot al rey, aunque aún finge ser fiel a la conjura. 
Entretanto, Zobeida llora su decisión y es consolada por las esclavas del harem. Cuando se encuentra de nuevo con Hassem, no tiene más remedio que descubrir la identidad de quien impide su matrimonio, su hermano Alahor. Hassem al oírlo reitera a Zobeida su promesa de matrimonio, en medio de la alegría de los amantes.
Mientras tanto Alamar concierta con Alahor que será éste quien mate al rey. Alamar se reúne con los suyos y les anuncia que la venganza está próxima. Los zegríes apoyan la decisión y reclaman que el crimen se consume.
Sin embargo, Ismael, acompañado de un grupo de abencerrajes, revela al rey la conspiración y le pide que se defienda. Hassem quiere llagar hasta el fondo y descubrir los motivos que empujan a Alahor. Para ello se disfraza de abencerraje y en un encuentro con Alahor, defiende al rey como hombre magnánimo. Alahor se muestra decidido a la venganza, entonces descubre la identidad del rey y amante. Alahor se resuelve contra Hassem, pero éste muestra su poder lanzando a la guardia contra él y perdonándolo en el acto.
Hassem, ante la aparición de Zobeida, la entrega a su hermano para que se marchen juntos. Alahor, ante tanta generosidad, cambia su odio por afecto y entrega al rey a Zobeida y bendice la unión. Al mismo tiempo se convierte en defensor ante la conjura de Alamar. Cuando éste irrumpe dispuesto a hacerse cargo del poder, Alahor finge haber cumplido su misión y muestra a Hassem y Zobeida, pero en plena majestad.
Alamar pretende reaccionar, pero Alahor lo obliga a humillarse ante el rey so pena de morir a sus manos. Hassem se muestra de nuevo magnánimo con Alamar y lo perdona. Zobeida cree estar en sueños, pero los presentes le confirman que terminaron los sufrimientos.

## Grabaciones seleccionadas
- Josep Pons dirigiendo la Orquesta Ciudad de Granada, con Juan Diego Flórez, Patrizia Pace, Ruben Amoretti, Simone Alaimo, Soraya Chaves, Vivica Genaux, Coro de la Asociación de Amigos del Teatro de la Maestranza. 1999 (Almaviva)